# Phaneropterella infumata
Phaneropterella infumata är en insektsart som beskrevs av Piza Jr. 1977. Phaneropterella infumata ingår i släktet Phaneropterella och familjen vårtbitare. Inga underarter finns listade i Catalogue of Life.